# Азза Аль Ісмаїлі
Азза бін Сулейман бін Саїд Аль Ісмаїлі (араб. عزة بنت سليمان بن سعيد الإسماعيلية) — оманський політик і підприємець, яка обіймала посаду міністра технологій і зв'язку в уряді Оману з жовтня 2019 року по серпень 2020 року.

## Освіта
Навчалася в Університеті Султана Кабуса в Омані, де здобула ступінь бакалавра, а потім ступінь магістра комп'ютерної інженерії. Продовжила навчання і здобула ступінь магістра з бізнес-адміністрування в університеті Гранд-Каньйон.

## Кар'єра
1994 року приєдналася до Petroleum Development Oman, де працювала протягом десяти років і обіймала кілька посад, зокрема інженера з розвитку бізнесу та менеджера проєкту.
Працювала офіційним представником Регуляторного органу телекомунікацій і членом Консультативної ради Педагогічного коледжу Університету Султана Кабуса, а також брала участь у Комітеті з розвитку загальної освіти в Омані з 2015 року. 2017 року обрана та запрошена урядом Оману приєднатися до Групи розвитку бачення Оману до 2040 року в Генеральному секретаріаті Вищої ради з планування.
2019 року призначена султаном Кабусом бін Саїдом згідно з Королівським указом № 68/2019 першим міністром Міністерства технологій і зв'язку, яке було створено того ж року Королівським указом № 63/2019 і залишалася на посаді до 18 серпня 2020 року.